# Моїсєєва Тетяна Юріївна
Тетя́на Ю́ріївна Моїсє́єва (7 вересня 1981, с. Моргауши, Чуваська Республіка) — російська біатлоністка, чемпіонка та призерка чемпіонатів світу з літнього біатлону, багаторазова призерка етапів кубка світу з біатлону.

## Кар'єра в Кубку світу
- Дебют в кубку світу — 4 грудня 2003 року в спринті в Контіолахті — 82 місце (серед 86 спортсменок, що стартували).
- Перше попадання в залікову зону — 20 грудня 2003 року в спринті в Брезно-Осорбліє — 30 місце.
- Перше попадання на подіум — 17 грудня 2006 року в естафеті в Гохфільцині — 2 місце.

За свою кар'єру в кубках світу Тетяна 7 разів потрапляла на подіум: тричі в естафетах та чотири рази в індивідуальних дисциплінах (спринті, гонці переслідування, масстарті та індивідуальній гонці). Найкращим її результатом у кар'єрі є 20 місце в загальному заліку кубка світу сезону 2006-2007 та сезону 2007-2008.

## Виступи на чемпіонаті світу
| Рік  | Міце проведення | Інд | Спр | Пр | МС | Ест | ЗМ |
| 2007 | Антхольц        | 22  | 48  | 28 | 11 |     |    |
| 2008 | Естерсунд       | 5   |     |    | 19 | 4   |    |

## Загальний залік в Кубку світу
- 2003—2004 — 77-е місце (1 очко)
- 2006—2007 — 20-е місце (310 очок)
- 2007—2008 — 20-е місце (302 очки)

## Статистика стрільби
| № п/п | Сезон     | Загальна        | Індивідуальна гонка | Спринт        | Гонка переслідування | Мас-старт      | Естафета      |
| ----- | --------- | --------------- | ------------------- | ------------- | -------------------- | -------------- | ------------- |
| 1     | 2006-2007 | 82,5% (315/382) | 80,0% (48/60)       | 83,3% (75/90) | 83,3% (100/120)      | 82,0% (82/100) | 83,3% (10/12) |
| 2     | 2007-2008 | 85,6% (279/326) | 95,0% (57/60)       | 81,4% (57/70) | 86,0% (86/100)       | 81,7% (49/60)  | 83,3% (30/36) |

## Виноски
1. ↑  В дужках наведена кількість влучних пострілів та загальна кількість пострілів. В статистиці стрільби рахуються постріли, які здійснив біатлоніст на етапах кубка світу та чемпіонаті світу